# گربه‌مار آندامان
گربه‌مار آندامان (نام علمی: Boiga andamanensis)، که معمولاً به عنوان مار گربه‌ای آندامان شناخته می‌شود، گونه‌ای از مارهای زهرآگین خفیف دندان‌دار از خانواده قمچه‌ماران و بومی جزایر آندامان است.
گربه‌مار آندامان گونه‌ای جنگلی است و اغلب در سقف‌های کاهگلی خانه‌ها یافت می‌شود.